# فرودگاه نانایمو
فرودگاه نانایمو (به انگلیسی: Nanaimo Airport) یک فرودگاه همگانی باربری با کد یاتا YCD است که یک باند فرود آسفالت دارد و طول باند آن ۲۰۱۲ متر است. این فرودگاه در کشور کانادا قرار دارد و در ارتفاع ۲۸ متری از سطح دریا واقع شده‌است.

## شرکت‌های هواپیمایی و مقصدهای پروازی

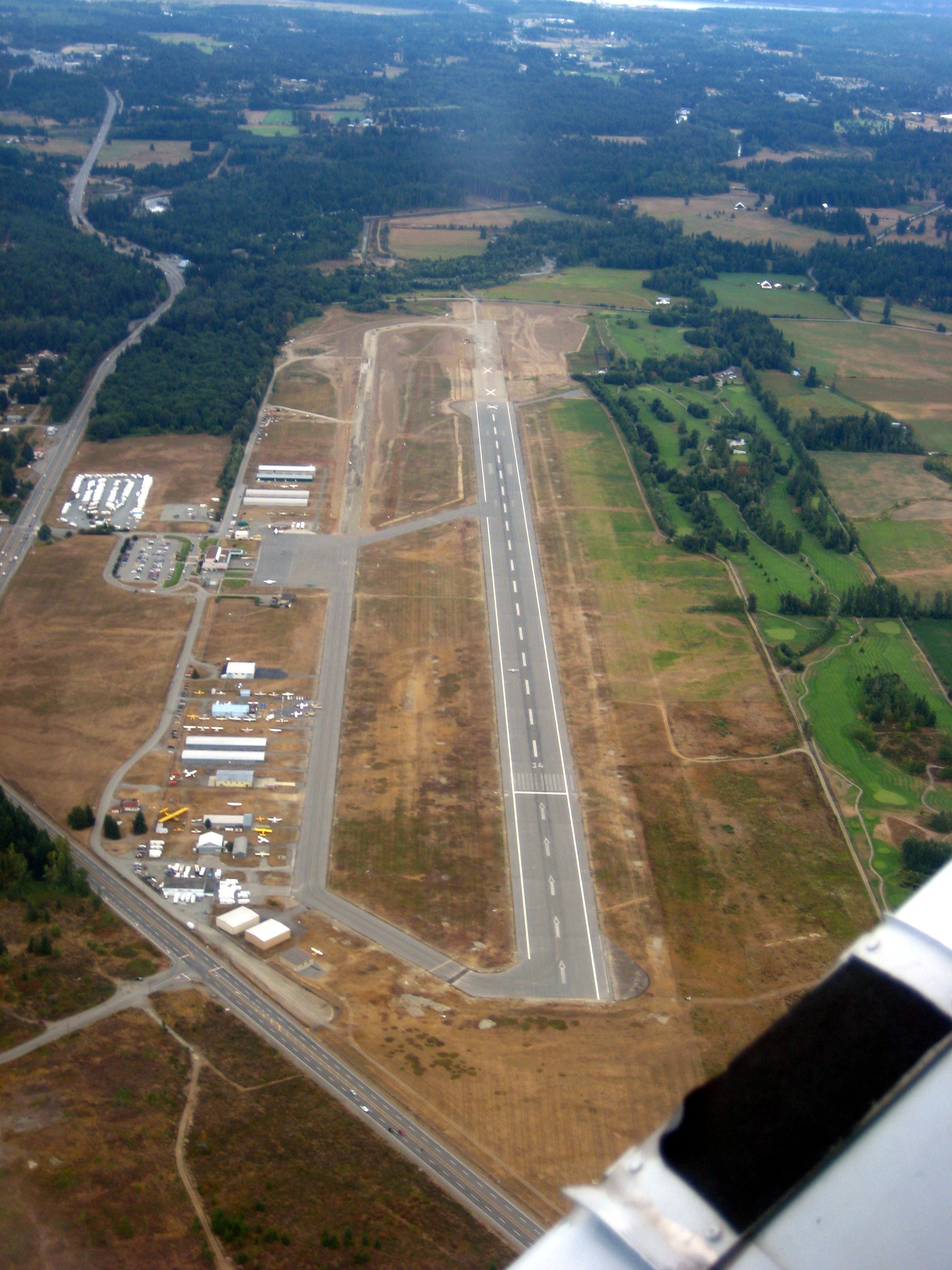
Overhead Nanaimo Airport looking roughly North.

### مسافری
| شرکت‌های هواپیمایی  | مقصدهای پروازی                             |
| ------------------ | ------------------------------------------ |
| Air Canada Express | کالگری، ونکوور                             |
| آیلند اکسپرس ایر   | ابوتسفورد، سی‌اف‌بی کوموکس، ونکوور، ویکتوریا |
| North Cariboo Air  | چارتر: ونکوور                              |
| WestJet Encore     | کالگری                                     |

### باری
| شرکت‌های هواپیمایی                             | مقصدهای پروازی |
| --------------------------------------------- | -------------- |
| فدکس اکسپرس اجرا توسط Morningstar Air Express | ونکوور         |
| اسکای‌لینک اکسپرس                              | ونکوور         |